# Biserica ortodoxă din Mișcolț
Biserica Ortodoxă „Sfânta Treime” este un monument istoric și de arhitectură din orașul Mișcolț, situat în estul Ungariei.
Biserica a fost construită între 1785 și 1806 în stil rococo. Mobilierul este, de asemenea, în stilul rococo de la sfârșitul secolului al XVIII-lea. Biserica adăpostește unul din cele mai mari iconostase din Europa (16 m înălțime), cu 88 de imagini ale vieții lui Isus. Iconostasul a fost sculptat în atelierul de Miklós Jankovits de Eger, imaginile (cu excepția a patru dintre ele) au fost pictate de către Anton Kuchelmeister din Viena. O copie a icoanei Ahtyrka a Maicii Domnului a fost un cadou de la împărăteasa Ecaterina a II-a a Rusiei.
Credincioșii ortodocși aveau deja în secolul al XVIII-lea o capelă (Capela Sf. Naum). Clădirea bisericii a fost construită în cea de-a doua parte a secolului. Inițial ei au planificat să construiască o biserică mare, cu un turn în formă de ceapă, proiectat de către Johannes Michart, dar s-au opus mai ales liderii protestanți ai orașului, precum și cei obișnuiți cu stilurile artistice conservatoare ale perioadei. Interiorul este împărțit în trei părți: hol de intrare, naos și altar.
O școală (1805), un spital și o casă parohială au fost, de asemenea, construite lângă biserică. Biserica, de asemenea, a servit ca loc de înmormântare, mai multe pietre funerare de marmură fiind încă acolo.
Muzeul a fost deschis în clădirea fostei școli în 1988. Expoziția permanentă prezintă istoria și arta Bisericii Ortodoxe și a școlilor. Prima cameră seamănă cu o capelă, amintind de atmosfera din capelele unde credincioșii se închinau. În cea de-a doua cameră vizitatorii pot vedea munca specifică unui aurar și haine liturgice, în timp ce în cea de-a treia cameră sunt expuse colecțiile de icoane.